# محمد شاه بن فريد خان
محمد شاه بن مبارك شاه بن خضر خان وكان مبارك شاه قد عده بمنزلة ابنه واسمه الحقيقي هو محمد شاه بن فريد خان بن خضر خان. هو أحد سلاطين دولة السادات حكام سلطنة دلهي. اعتلى عرش السلطنة في آخر يوم الجمعة 19 رجب 837 هـ/1434م الذي توفي فيه سلفه مبارك شاه، وكان جلوسه على العرش بموافقة أفراد وأركان الدولة، ورجعت في عهده الاضطرابات في الدولة من جديد، إذ كف «شاه إبراهيم شرقي» ومجموعة من الأمراء عن دفع الخراج لدلهي. وخرج «محمود الخلجي» صاحب مالوه بجنده إلى دلهي، إلا أنه رجع عن هذا بعد أن برز «أحمد شاه» صاحب «الكجرات» يهدد عاصمته، وتعقبه أثناء رجوعه «بهلول خان لودهي» ونهب مؤنه وأسلحته. وبعد عشر سنوات من حكمه توفي محمد شاه في سنة 849 هـ/1445م. وخلفه على العرش ابنه علاء الدين شاه.